# Провалля (Київ)
Прова́лля — глибокий яр, який пролягав між Маріїнським парком і Микільською брамою Нової Печерської фортеці.

## Опис
1868 року Провалля згадав у своєму «Описі Києва» Микола Закревський:
|  | «Так називалося одне урочище на Печерську, улоговина, з якої випливає невеликий струмок Клов. Урочище починалося крутим і глибоким урвищем у північній частині Печерська, поблизу... фортечної Микільської брами, нині частково засипано та загладжене. Ця улоговина пролягає на південний захід, уздовж Клова, колишніх Хрестів і Нової Слободи, прямуючи до Нової Забудови. Струмок Клов вливається у Либідь». |

## Історія

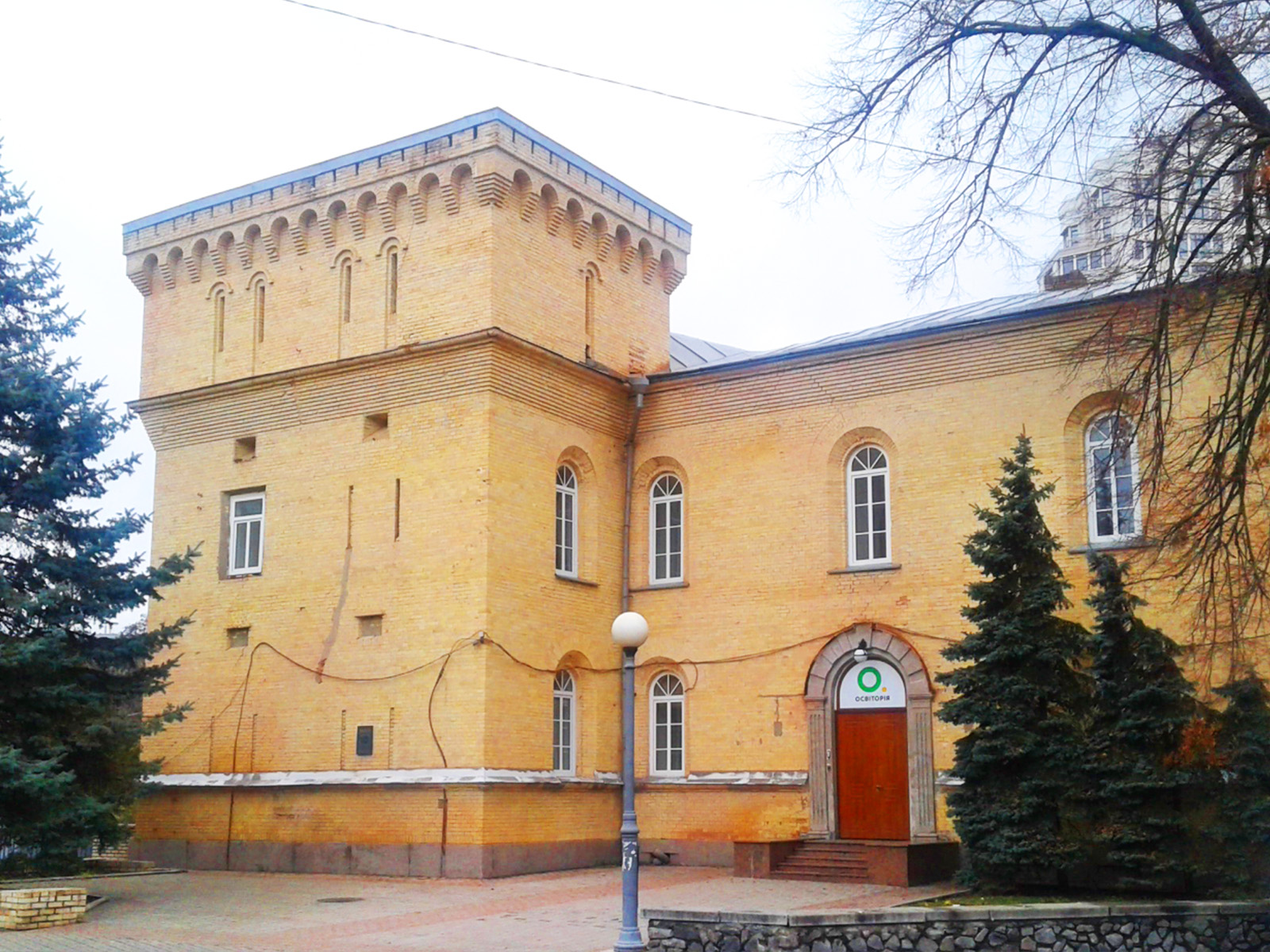
Оборонна казарма з Микільскою брамою на перешийку яра

У горі біля Провалля цегельня Василя Терехова видобувала глину для виробництва  київської цегли. Під час будівництва Нової Печерської фортеці і Набережного шосе до Ланцюгового мосту роботи в яру заборонили.
Частину яру в районі нинішньої Арсенальної площі засипали. У 1846—1850 роках на утвореному перешийку звели казарму з Микільською фортечною брамою.
Провалля на схилах Дніпра укріпили верхніми і нижніми підпірними мурами. Верхні напівкруглі мури збудували в 1853—1854 роках. Нижні, двоярусну склепінну галерею з внутрішніми галереями, рушничними й артилерійськими бійницями, спорудили у 1856 році. Під час воєнних дій вони мали захищати проходи до Ланцюгового мосту й охороняти Микільську браму.
Через мури проходив підземний хід, що з'єднував арсенальські майстерні та водокачку на березі Дніпра. У цих підземеллях були прокладені чавунні водопровідні труби. Вся ця частина укріплень Київської (Нової Печерської) фортеці, отримала неофіційну назву Миколаївського форту.
1949 року в урочищі на схилах Дніпра, між двома підпірними мурами, був споруджений Зелений театр.

## Галерея

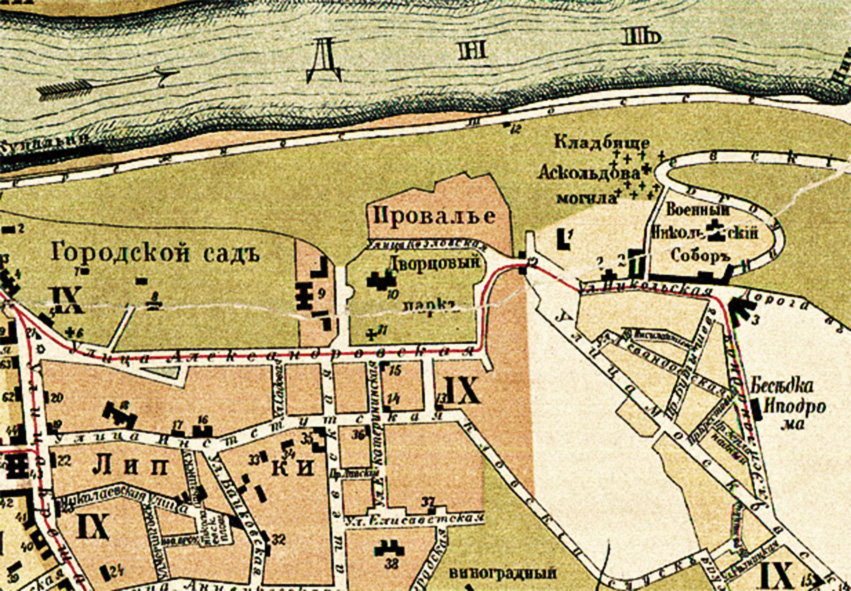
Провалля на плані Києва С. Кульженка (1894)
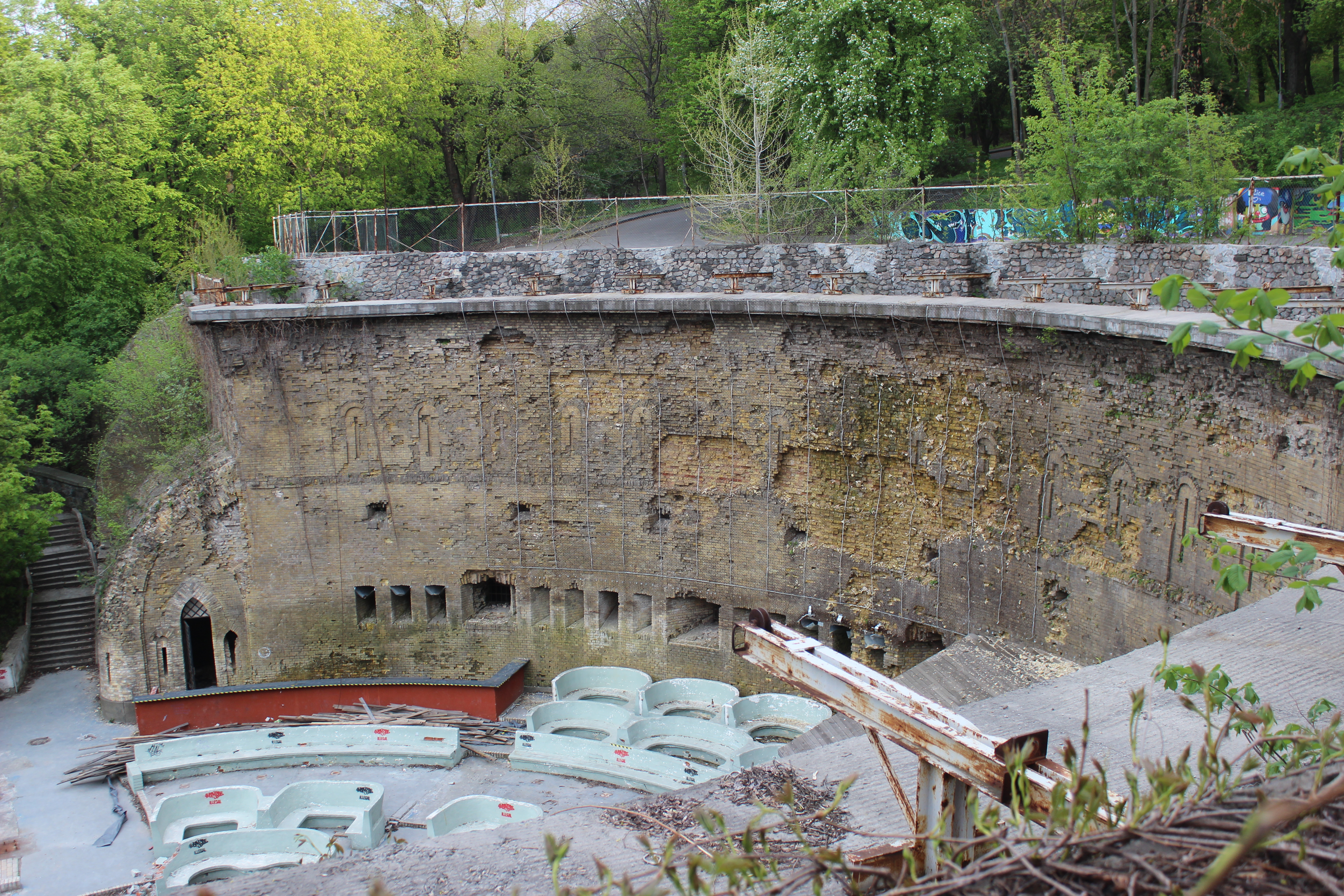
Верхні напівкруглі підпірні мури
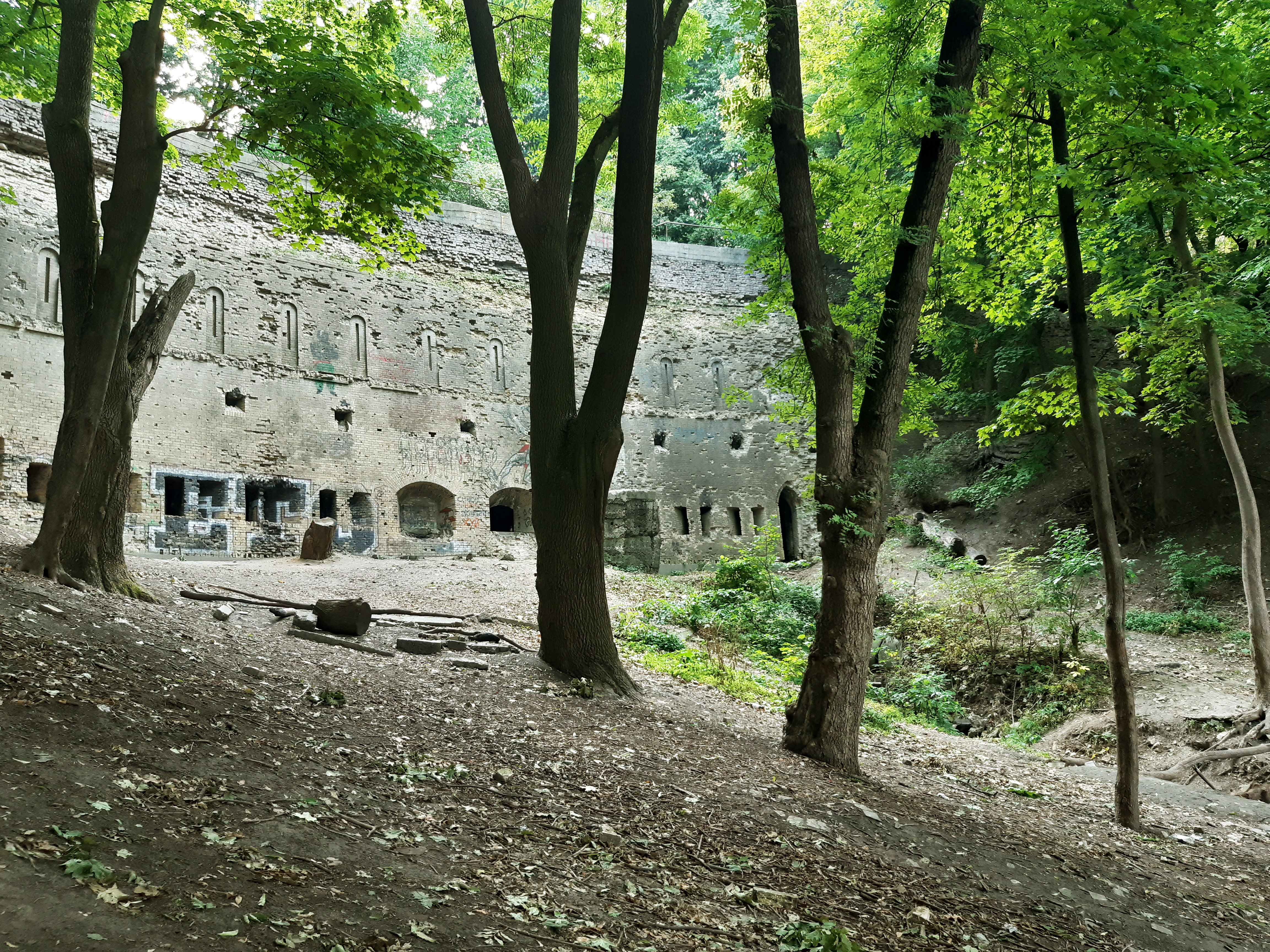
Нижні напівкруглі підпірні мури
Дніпровські схили в районі Провалля